# Nom De Strip
Chris Elliott, plus connu sous le nom Nom De Strip, est un disc-jockey écossais basé à Los Angeles.
Il signa à de nombreuses reprises sur le label de deadmau5, mau5trap.

## Discographie

### Singles
Seuls les singles sortis depuis 2012 figurent dans la liste ci-dessous :
- 2012 : Shake & Bake (avec Bones) [Nitrus Records]
- 2012 : The Nothing (avec Hatiras) [Hatrax Records]
- 2012 : Big Knobbler (avec Peo De Pitte) [Rising Music]
- 2012 : Saucy (avec Hatiras) [Hatrax Records]
- 2013 : Clouds [mau5trap]
- 2013 : Pulse [mau5trap]
- 2013 : Counting Sheep [mau5trap]
- 2013 : Techno Saturday [mau5trap]
- 2013 : Seesaw [mau5trap]
- 2013 : Tyhita [mau5trap]
- 2013 : Nippleodeon (avec Hatiras) [Rising Music]
- 2013 : Devil's BBQ (avec Nezzo) [Rising Music]
- 2013 : Minerals (avec Congorock) [Ultra]
- 2013 : I Can't Believe [Rising Music]
- 2014 : Sushi Of God [DOORN (Spinnin)]
- 2014 : Annihilation (avec Wiwek) [Rising Music]
- 2014 : The Game [Rising Music]
- 2015 : The Night (avec 3LAU) (feat. Estelle) [Revealed Recordings]
- 2015 : Aliens [Revealed Recordings]
- 2015 : Bad Things [Dim Mak]
- 2015 : Ruckus [Wyld Stalyons]
- 2016 : Juno [DOORN (Spinnin)]

### Remixes
- 2013 : Tommy Trash - Monkey See Monkey Do (Nom De Strip Remix) [mau5trap]
- 2013 : Chris Lake, Marco Lys - La Tromba (Chris Lake & Nom De Strip Remix) [Rising Music]
- 2013 : Style Of Eye, Tom Staar - After Dark (Nom De Strip Remix) [Wall Recordings]
- 2013 : Kylie Minogue - Skirt (Nom De Strip Dub Mix) [Rising Music]
- 2013 : Oliver - Control (Nom De Strip Remix) [Fool's Gold Records]
- 2014 : NAPT - Come On Surrender (Chris Lake & Nom De Strip Extended Remix) [Rising Music]
- 2014 : Deadmau5 - The Reward Is Cheese (Nom De Strip Remix) [Rising Music]
- 2014 : Bart B More - Cowbell (Nom De Strip Edit) [Rising Music]
- 2016 : Steve Aoki, Snoop Lion - Youth Dem (Turn Up) (Nom De Strip Remix) [Ultra]
- 2016 : Kill The Noise, AWOLNATION, R.City - Kill It 4 The Kids (Nom De Strip Remix) [OWSLA]